# 新規性
特許制度における新規性（しんきせい、英: novelty）とは、発明が先行技術のものではないこと、すなわち、従来公開されていた技術そのものではないことをいう。発明について特許を受けるための要件の一つである。

## 先行技術
発明の新規性を判断するにあたっては、いつ、どのように、どこで、知られていた技術を先行技術（英: prior art）とするかが問題となる。

### いつ
先行技術とは、特許出願された発明が「完成した時」の技術をいうのか、「出願された時」の技術をいうのか、という問題がある。発明が完成した時の定義や証明の困難を避けて先願主義を採用している国では、先行技術として、出願されたときの技術を採用している。

### どのように
先行技術は、どのように知られていた技術とするのかも問題である。これに関しては、各国の制度の違いは少ないようである。
まず、先行技術には、公然と知られていた技術（公知技術）が含まれる。ある技術が、ある技術分野の専門家に広く知られていれば、それは公知技術である。
また、先行技術には、隠匿することなく公然と実施されていたために知ろうと思えば誰もが知ることができた技術（公用技術）、誰もが入手し得る文献に記載された技術（文献公知技術）が含まれる。この場合、公然の実施や公開された文献を少なくとも一人が実際に見たことは必要でない。誰にでも知られ得る状態にあったことで十分である。
一部の者のみが知っていた技術、秘密裏に実施されていた技術、一部の者のみに配布する文書に記載された技術は、先行技術には含まれない。例えば、ある企業の研究者のみが知っていた知識、部外者の立ち入りが制限された研究室や工場で運転されていた機械、社内や特定の取引先のみに配布する設計図は、先行技術に含まれない。

### どこで
公然知られていたとはどこで知られていたことをいうのか、公然の実施や文献の公開とはどこでされたものをいうのか、という問題もある。各国の特許法は、国内のどこかにおける公知、公然の実施や文献の公開が先行技術となること（国内公知）では一致している。しかし、外国のどこかにおける公知、公然の実施や文献の公開を先行技術に含める（世界公知）か否かは、国によって様々である。

## 新規性喪失の例外
先行技術として出願の時に知られていた技術を採用する場合、発明者や出願人が出願の前に発明を公開すると、それによって自己の発明が新規性を失ってしまい、特許を受けられなくなる。これはあまりにも不合理であるので、各国は新規性喪失の例外（exception to lack of novelty）、不利にならない開示（non-prejudicial disclosure）、グレースピリオド（grace period）といった制度を設けている。
これは、発明者や出願人自身が公開したことを、一定の条件のもとで自己の発明が新規性を失う理由とはしないことをいう。
なお、工業所有権の保護に関するパリ条約の同盟国は、同盟国で開催される公的な国際博覧会に出品される産品に関して、特許を受けることができる発明に仮保護を与えることが義務づけられている（パリ条約第11条）。そのため、同盟国は国内法令で、同盟国で開催される公的な国際博覧会への出品による発明の公開を新規性喪失の例外として扱うことを定めている。

## 拡大先願・準公知
日本をはじめとする多くの国の特許法は、新規であっても、その出願より先にされた他の特許出願に含まれる発明については特許を受けられないと定めている。
具体的には、手続きの時系列が、出願Ａ、出願Ｂ、出願Ａの公開、という順番の場合に、出願Ｂは、出願時点では出願Ａが公開されていないため新規性はあるものの、客観的には新しい技術を開示していないため、この出願Ｂは出願Ａによって拒絶される。実際に判断されるのは、出願Ｂの請求の範囲の発明と、出願Ａの請求の範囲・明細書・図面の何れかに記載され、公報に掲載された発明とが同一であるか、である。
このような規定は、同一の発明については、先に出願した出願人のみが特許を受けることができるとする先願の規定（日本の特許法の場合、39条）を、請求の範囲だけでなく明細書全体に拡大されたと見る観点からは、拡大された先願の地位（拡大先願）と呼ばれる。一方、公知の技術については特許を受けることはできないとする規定（日本の特許法の場合、29条1項各号）に準じるものとする観点からは、準公知とも呼ばれる。

## 各国の基準
国により新規性の基準は異なる。以下は代表的な国の新規性基準一覧である。
| 国   | いつ   | どこで                                | どのように                            | 準公知 | 規定法                     | 注釈               |
| ---- | ------ | ------------------------------------- | ------------------------------------- | ------ | -------------------------- | ------------------ |
| 日本 | 出願時 | 世界                                  | 公知・公用・文献公知                  | 否定   | 特許法第29条第1項, 2項     |                    |
| 韓国 | 出願日 | 世界                                  | 公知・公用・文献公知                  | 否定   | 特許法第29条第1項, 3項     |                    |
| 中国 | 出願日 | 世界                                  | 公知・公用・文献公知                  | 否定   | 中华人民共和国专利法第22条 |                    |
| 台湾 | 出願日 | 国内公知の公知公用 世界公知の文献公知 | 国内公知の公知公用 世界公知の文献公知 | 否定   | 專利法第22條               |                    |
| 米国 | 発明時 | 国内公知の公知公用 世界公知の文献公知 | 国内公知の公知公用 世界公知の文献公知 | 否定   | 合衆国法典第35巻第102条    | 本記述は2013改正前 |
| 欧州 | 出願日 | 世界                                  | 公知・公用・文献公知                  | 否定   | 欧州特許条約第54条(2), (3) |                    |

### 日本
日本の特許制度は上記の通り、先願主義を採用し、世界範囲の公知・公用・文献公知・準公知技術に新規性を認めない制度設計となっている（特許法29条1項各号、同法29条の2）。日本における新規性の規定において、出願時を基準に新規性の判断を行うため、同日に公知等となった発明についても問題となる。
文献公知は「頒布された刊行物に記載」又は「電気通信回線を通じて公衆に利用可能」が要件であり、インターネットを通じて公開され公衆がアクセス可能な情報は新規性を失う制度となっている。